# Believo!
Believo! es el primer disco de estudio del grupo de indie rock Enon. Fue publicado el 14 de marzo de 2000 a través del sello See Thru Broadcasting, siendo posteriormente reeditado por Touch and Go Records.
Apareció en el puesto número 15 de la lista de 20 mejores discos del 2000 elaborada por Pitchfork.

## Lista de canciones
| N.º   | Título                | Duración |  |
| 1.    | «Rubber Car»          | 2:31     |  |
| 2.    | «Cruel»               | 2:33     |  |
| 3.    | «Conjugate the Verbs» | 3:12     |  |
| 4.    | «Believo!»            | 2:09     |  |
| 5.    | «Come Into»           | 3:14     |  |
| 6.    | «Matters Gray»        | 3:25     |  |
| 7.    | «Get the Letter Out»  | 2:56     |  |
| 8.    | «World in a Jar»      | 3:16     |  |
| 9.    | «For the Sum of It»   | 5:11     |  |
| 10.   | «Elected»             | 1:41     |  |
| 11.   | «Biofeedback»         | 2:38     |  |
| 32.46 |                       |          |  |